# Cor Aalten
Cornelia "Cor" Aalten (gift Strannood), född 14 september 1913 i Breukelen, död 21 januari 1991 i Zeist, var en nederländsk friidrottare med löpgrenar som huvudgren. Aalten var nederländsk rekordhållare och blev medaljör vid damolympiaden 1934 och var en pionjär inom damidrott.

## Biografi
Cor Aalten föddes i Breukelen i provinsen Utrecht i mellersta Nederländerna till familjen Theodorus Hendrikus Aalten och dennes fru Geertruida Petronella van Dorst. År 1929 avlade Aalten gymnasieexamen. I ungdomstiden blev hon intresserad av friidrott och gick med i idrottsföreningen "Tot Ons Vermaak" (TOV) i Zeist. Aalten arbetade som stenograf vid silversmideriet Zilveren Werken Gerritsen & Van Kempen i Zeist.
Hon tävlade främst i kortdistanslöpning, och stafettlöpning men även i hoppgrenar (längdhopp) och kastgrenar (spjutkastning, diskuskastning). Hon tävlade även i flera landskamper (interlandwedstrijd) i det nederländska damlandslaget i friidrott.
1931 deltog Aalten i sin första internationella idrottstävling på Olympisch Stadion i Amsterdam 28 juni, hon tävlade i löpning 100 meter och slutade på en femteplats. Hon tävlade även i stafettlöpning 4 x 100 m (med Bep du Mée, Lies Aengenendt, Aalten som tredje löpare och Tollien Schuurman), segertiden blev också nytt nationsrekord.
1932 deltog Aalten i samma internationella idrottstävling i Amsterdam 12 juni, hon tävlade åter i löpning 100 meter där hon tog bronsmedalj. Under tävlingen vann hon även guldmedalj i stafettlöpning 4 x 100 m (med Jo Dalmolen, Cor Aalten som andre löpare, Bep du Mée och Tollien Schuurman). Segertiden blev också nytt nationsrekord.
Senare samma år deltog hon vid Olympiska sommarspelen i Los Angeles, under spelen slutade hon på en fjärde plats i stafettlöpning 4 x 100 meter (med Jo Dalmolen, Cor Aalten som andre löpare, Bep du Mée och Tollien Schuurman). Hon tävlade även på löpning 100 meter men blev utslagen under kvaltävlingarna.
1933 deltog Aalten i tävlingen "Go Ahead" i Deventer 23 juli med Belgien där hon vann stafettlöpning 4 x 100 meter (med Iet Martin, Rie Briejer, Aalten som tredje löpare och Tollien Schuurman). Hon tävlade även i löpning 100 m där hon tog silvermedalj. Senare samma år deltog hon i en landskamp i Groningen 3 september med Nordtyskland där hon tog silvermedalj i löpning 100 m och guldmedalj både i stafettlöpning 4 x100 m och svensk stafett (200-150-100-50 m) med Jo Dalmolen, Cor Aalten, Iet Martin och Tollien Schuurman i båda loppen.
1934 deltog Aalten i idrottstävlingen "Olympische Dag" 17 juni i Amsterdam, under tävlingen vann hon guldmedalj i stafettlöpning 4 x 100 m (med Jo Dalmolen, Cor Aalten som andre löpare, Iet Martin och Tollien Schuurman). Segertiden blev också nytt nationsrekord. Hon tävlade även i löpning 100 meter där hon tog silvermedalj (efter Schuurman). Under året låg hon på top-3 på årsbästa-listan på löpning 100 m och längdhopp. Detta år hölls även de första nederländska mästerskapen (Nederlandse kampioenschappen atletiek) för damer i friidrott på klubbnivå (Clubkampioenschap vrouwen).
Senare samma år deltog hon i en landskamp i belgiska Schaerbeek 29 juli där hon tog guldmedalj i löpning 100 m samt guldmedalj i stafettlöpning 4 x100 m (med Schuurman, Iet Martin och Agaath Doorgeest). 
Senare under 1934 deltog hon vid den fjärde damolympiaden i London. Under idrottsspelen vann hon silvermedalj i stafettlöpning 4 x 100 meter (med Cor Aalten som förste löpare, Jo Dalmolen, Agaath Doorgeest och Iet Martin). Hon tävlade även i löpning 60 m, 100 m och 200 m med blev utslagen i kvaltävlingarna.
Aalten blev nederländsk mästare (Nederlandse kampioenschappen atletiek) i femkamp 1934.
Senare gifte sig Aalten med Marinus Wilhelmus Stamrood och drog sig tillbaka från tävlingslivet. Maken arbetar för oljebolaget NV Koninklijke Nederlandse Petroleum Maatschappij i Nederlands Oost-Indië och 1937 flyttar familjen till Palembang på Sumatra. 1939 får familjen dottern Geertruida Petronella. Under 1942 föll hela Nederländska Ostindien i Japans händer och familjen överflyttades till Tjihapits interneringsläger nära Bandoeng på Java.
Först i februari 1946 återvänder familjen till Nederländerna och Zeist. I april 1950 får maken en tjänst på Standard Vacuum Oil Company och familjen flyttar till Sutton i England. Kring 1962 återvänder familjen till Zeist. Aalten dog i Zeist i januari 1991.